# ЗИС-110
ЗИС-110 — советский легковой автомобиль высшего и представительского класса Завода имени Сталина, первый послевоенный автомобиль автопрома СССР. ЗИС-110 сменил на конвейере ЗИС-101. Производство началось в 1945 году и закончилось в 1958 году, когда его, в свою очередь, заменил ЗИЛ-111. 26 июня 1956 года завод по приказу Н. С. Хрущёва в рамках борьбы с культом личности Сталина получает имя И. А. Лихачёва — и автомобиль переименовывается в ЗИЛ-110, а с 1958 года данный класс автомобилей становится привилегированным: прекращается их массовое изготовление и они не допускаются для использования кем-либо, кроме лиц из высшего руководства страны. Таким образом, модель «110» является последней массовой серийной моделью данного класса, которая не была ограничена в своём применении и была доступна для граждан, вне зависимости от занимаемой ими должности. Всего выпущено 2089 экземпляров всех модификаций.

## Разработка
К проектированию нового представительского лимузина группа инженеров ЗИСа, возглавлявшаяся 33-летним главным конструктором завода Борисом Фиттерманом, приступила в 1943 году. За основу был принят американский автомобиль высшего класса Packard Custom Super Eight. Кроме личных пристрастий Сталина, любившего марку «Паккард», выбор обоснован лидирующими позициями американской автопромышленности и относительной доступностью воспроизведения в условиях СССР заложенных в конструкцию технических решений.
Ведущий конструктор ЗИС-110 Андрей Островцев решил отойти от «высочайшего заказа» и спроектировать для автомобиля собственный кузов, получивший по практике того времени отдельное обозначение ЗИС-140. В Автопроме СССР прямого копирования не предполагалось, поэтому и пришли к такому решению. Оперение кузова и вся декоративная отделка, фурнитура, оборудование и оформление салона хотя и были выполнены в стиле «Паккарда», но ни в какой мере не были с ним взаимозаменяемы.
Английский автомобильный историк Майкл Седжвик утверждает, что в годы войны под давлением правительства США в СССР были проданы штампы для изготовления кузовных панелей ЗИС-110. Предположение основано на известном факте поставки аналогичного оборудования для штамповки кузова ЗИС-101 кузовным ателье Budd, что обошлось государству в полтора миллиона долларов и заняло 16 месяцев.
При этом штампы были не отфрезерованы из стали, как это делается обычно в практике автомобилестроения, а отлиты из цинк-алюминиевого сплава — это позволило в условиях нахождения завода в эвакуации снизить стоимость и трудоёмкость изготовления. Такие штампы могли выдержать лишь ограниченное количество рабочих циклов, но для модели такого класса с небольшим объёмом выпуска это решение оказалось приемлемым.
В облике нового ЗИСа заводским художникам-конструкторам удалось свести воедино фирменные «паккардовские» решения дизайна с современной архитектурой кузова «Клиперов».

## Конструкция
Автомобиль оснащался рядным 8-цилиндровым 4-тактным нижнеклапанным двигателем модели ЗИС-110, рабочим объёмом 6002 см³ и мощностью 140 л. с. при 3600 об/мин. До появления грузовиков ЯАЗ-210 со 165-сильным дизелем в 1950 году двигатель автомобиля ЗИС-110 был самым мощным среди двигателей серийных советских автомобилей. Его мощности хватало, чтобы, тронувшись с места на первой передаче, сразу переключаться на третью. Двигатель имел гидротолкатели клапанов и привод распредвала бесшумной пластинчатой цепью Морзе (ранее такая устанавливалась на автомобили Русско-Балтийского завода). Двигатель ЗИС-110 работал тихо, поэтому конструкторы вывели на приборную панель контрольную лампу работающего зажигания.
Коробка передач механическая, трехступенчатая, синхронизированная. Для всех передач есть уравнители оборотов. Рычаг переключения расположен на рулевой колонке. Передаточные числа: I — 2,43, II — 1,53, III — 1, З. Х. — 3,16. Главная передача — одинарная гипоидная, передаточное число — 4,36.
Впервые после автомобиля АМО-2 был применён гидропривод тормозов.
Аккумулятор 3СТ-135ЭА, генератор Г-16, стартер СТ-10. Штатно была предусмотрена возможность установки резервного аккумулятора и дублирующей системы зажигания, на которые можно было переключиться прямо на ходу. У ЗИС-110 было два задних фонаря, хотя тогдашние ПДД разрешали ставить только один левый, что и делалось серийно на большинстве советских автомобилей тех лет (ЗИС-5, ГАЗ-ММ, ГАЗ-67, Москвич-400, ЯАЗ-200 и т. д.). Вместо обычных фар с отдельными лампами, отражателями и рассеивателями применялись лампы-фары, в которых сама колба являлась и отражателем, и рассеивателем. ЗИС-110 наряду с ГАЗ-12 ЗИМ был первым советским автомобилем с указателями поворотов. Указатели поворотов были сделаны по американской схеме, как на М-21 и на УАЗ-452 (лампы стоп-сигналов также служат и задними поворотниками). Включались поворотники левым подрулевым рычажком, как и на современных автомобилях, хотя тогда обычно применялись переключатели на приборной панели. На части автомобилей устанавливались спецсигналы — сирена и дополнительная центральная фара дальнего света.
Приборная панель включала в себя спидометр, указатель уровня топлива, термометр, амперметр, масляный манометр, контрольные лампы левых и правых указателей поворота (красные), дальнего света (синяя), зажигания (зеленая). Стрелка спидометра имела трехцветную подсветку, переключающуюся в зависимости от скорости: на скорости до 60 км/ч включалась зелёная подсветка, от 60 до 120 км/ч — жёлтая, свыше 120 км/ч — красная. Числа на шкале спидометра не имели последних нулей, то есть вместо «80», «100», «120» и т. д. было «8», «10», «12» и т. д. Контрольные лампы и приборы обозначались не значками, а подписями.
ЗИС-110 серийно оснащался радиоприемником, гидравлическими стеклоподъёмниками, проводились опыты по установке кондиционера. Пассажирское заднее сиденье было очень комфортным благодаря интересной технологии набивки: в чехол очень плотно закачивался насосом гагачий пух.
Начиная с 1945 года машины распределялись по ведомствам. Больше всего лимузинов ЗИС-110 забрали себе: управление делами Совета министров (39 машин), министерство государственной безопасности (15 машин), министерство иностранных дел (14 машин), управление делами ЦК партии (13 машин), Академия наук СССР (12 машин), генеральный штаб (5 машин). Советы министров союзных республик получили по два-четыре автомобиля, кроме Совмина УССР, которому досталось сразу семь ЗИС-110. Остальные получили по одной машине — это министерства и различные органы власти типа ЦК ВЛКСМ, Прокуратуры, Госбанка, ВОКСа, газеты «Правда» и т. д. Всего в 1945-47 гг. было распределено 230 машин.
ЗИС-110 окрашивались в чёрный, бордовый, синий и темно-зеленый цвет, фаэтоны ЗИС-110Б — в чёрный, серый, серо-голубой и бежевый.
Автомобили ЗИС-110 использовались не только для обслуживания госучреждений, но и в таксопарках в качестве маршрутных такси на междугородных линиях Москва — Симферополь, Москва — Владимир и Москва — Рязань, в том числе как такси использовались кабриолеты (такси-кабриолет ЗИС-110Б можно видеть в художественных фильмах «Верные друзья» (1954) и «Удивительное воскресенье» (1957). В московской таксомоторной службе ЗИС-110 использовались в 1947-58 годах. На январь 1958 г. в Москве работало 86 такси ЗИС-110. В Ленинград первые пять такси ЗИС-110 поступили в августе 1949 г., и на 1952 г. в городе насчитывалось 25 такси ЗИС-110. ЗИС-110-такси окрашивались в двойной цвет: белый верх, коричневый низ, во второй половине 1950-х появились черные машины-такси.
За создание ЗИС-110 конструкторам А. Н. Островцеву, Б. М. Фиттерману, Л. Н. Гусеву, А. П. Зигелю в июне 1946 года была присвоена Сталинская премия.

## Модификации
На базе ЗИС-110 было создано несколько модификаций:
- ЗИС-110А — автомобиль скорой медицинской помощи;
- ЗИС-110Б — фаэтон со складной матерчатой крышей, выпускался в 1949—1957 гг.; 3 экземпляра были отправлены в Чехию для парадов.
- ЗИС-110В — кабриолет со складным электрическим тентом и стеклами, опускавшимися вместе с рамками, построен в 3 экземплярах;
- ЗИС-115 — автомобиль с бронезащитой;
- ЗИС-110Ш — экспериментальный полноприводный автомобиль. Было создано 4 экземпляра: 2 на шасси Dodge WC51 и 2 на базе отечественных агрегатов. Впоследствии все 4 машины были уничтожены, дав начало модели 110П.
- ЗИС-110П в музейном комплексе УГМК, Верхняя ПышмаЗИС-110П — полноприводный автомобиль;
- ЗИС-110Ш — штабной автомобиль;
- ЗИС-110И — поздняя модификация с двигателем и автоматической коробкой передач от автомобиля ГАЗ-13 Чайка. Переделывался на ремонтных базах согласно официально распространяемой инструкции с завода ЗИЛ.

- Почтовая марка России (2021) — ЗИС-110Б